# Sagua la Grande
Sagua la Grande è un comune di Cuba, situato nella provincia di Villa Clara.